# Улица Фрезеровщиков (Екатеринбург)
Улица Фрезеро́вщиков — магистральная улица в жилом районе (микрорайоне) «Эльмаш» Орджоникидзевского административного района Екатеринбурга.

## Расположение и благоустройство
Улица проходит с юго-запада на северо-восток параллельно Серпуховскому переулку. Начинается от пересечения с улицей Старых Большевиков и заканчивается у улицы Даурской. Пересекается с улицами Шефской и Таганской. Примыкания других улиц отсутствуют.
Протяжённость улицы составляет около 1,5 километра. Ширина проезжей части — около 14 м (по две полосы в каждую сторону движения). На протяжении улицы имеется три светофора на перекрёстках (с улицами Старых Большевиков, Шефской и Таганской) и один светофор, регулирующий пешеходный переход (напротив дома № 37). Улица оборудована тротуарами и уличным освещением (кроме конечного отрезка). Нумерация домов начинается от улицы Старых Большевиков.

## История
Возникновение улицы связано с формированием и развитием соцгородка «Уралмашзавода» в 1930-х годах, позднее часть городка восточнее Пышминского тракта (современного проспекта Космонавтов) расширилась и обособилась в отдельный микрорайон (жилой район) «Эльмаш».
Улица впервые обозначена как существующая на плане Свердловска 1939 года, где она уже носит собственное название. В этот период на ней были застроены только несколько кварталов по чётной стороне — от шоссе УЗТМ (сейчас проспект Космонавтов) до улицы Шефской. На городском плане 1947 года показана аналогичная ситуация, кроме этого уже был застроен квартал между улицами Донской и Таганской, прочие кварталы (вплоть до улицы Даниловской) показаны как застраивающиеся. С 1970 года на улице начали появляться первые многоэтажные дома по нечётной стороне (пятиэтажки № 25/1 и № 25/2). С середины 1970-х годов началась застройка улицы зданиями от 9 этажей и выше.
Современная застройка — многоэтажная (5-14 этажей), с преобладанием 9-этажных жилых домов типовых серий 1970-х — 1980-х годов. Между улицами Даурской и Ползунова сохраняются остатки частного сектора.

## Примечательные здания и сооружения
- № 30а — детский сад № 545, «Рябинка».
- № 56а — детский сад № 252.
- № 84а — средняя общеобразовательная школа № 167.

## Транспорт

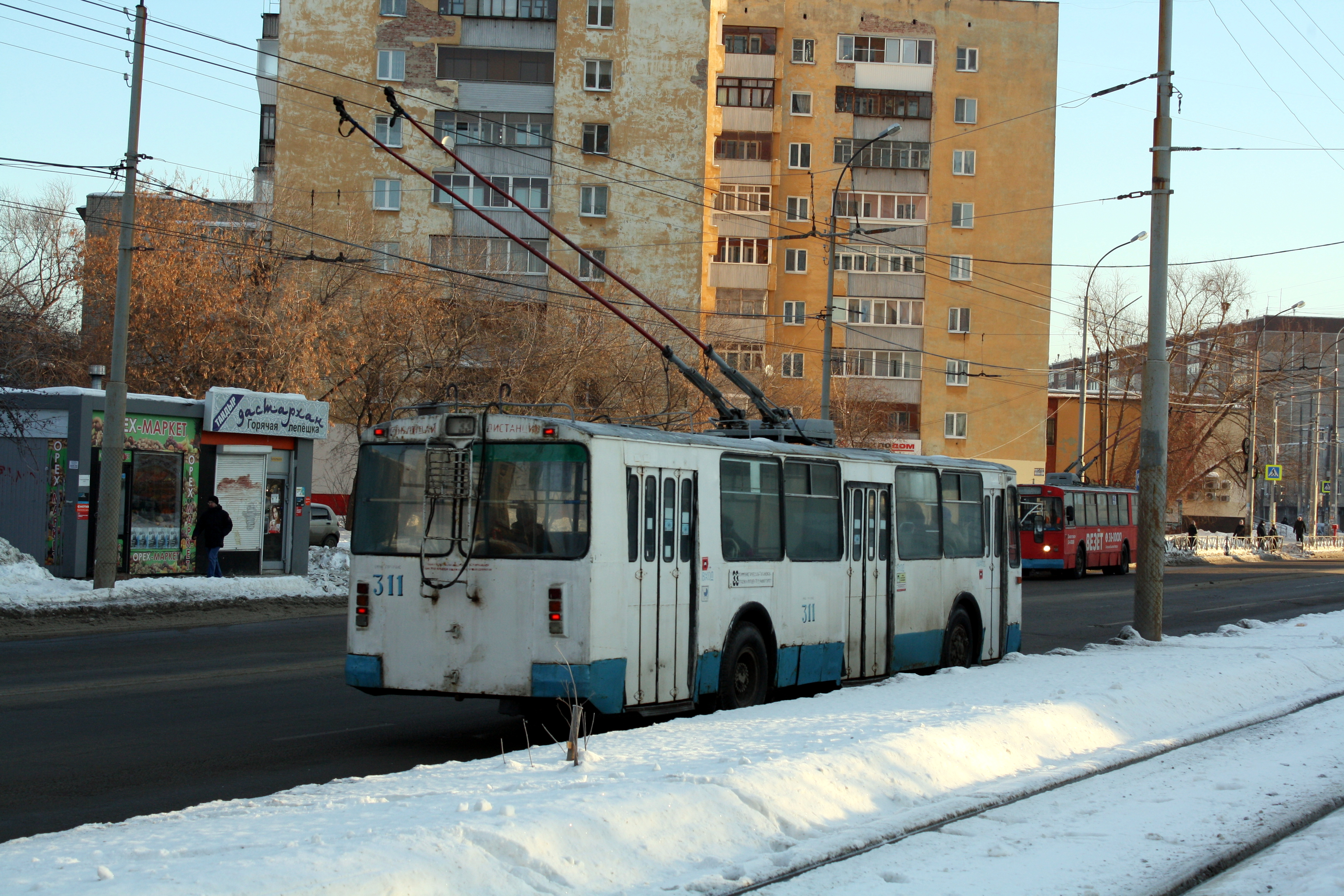
Троллейбусное движение на улице

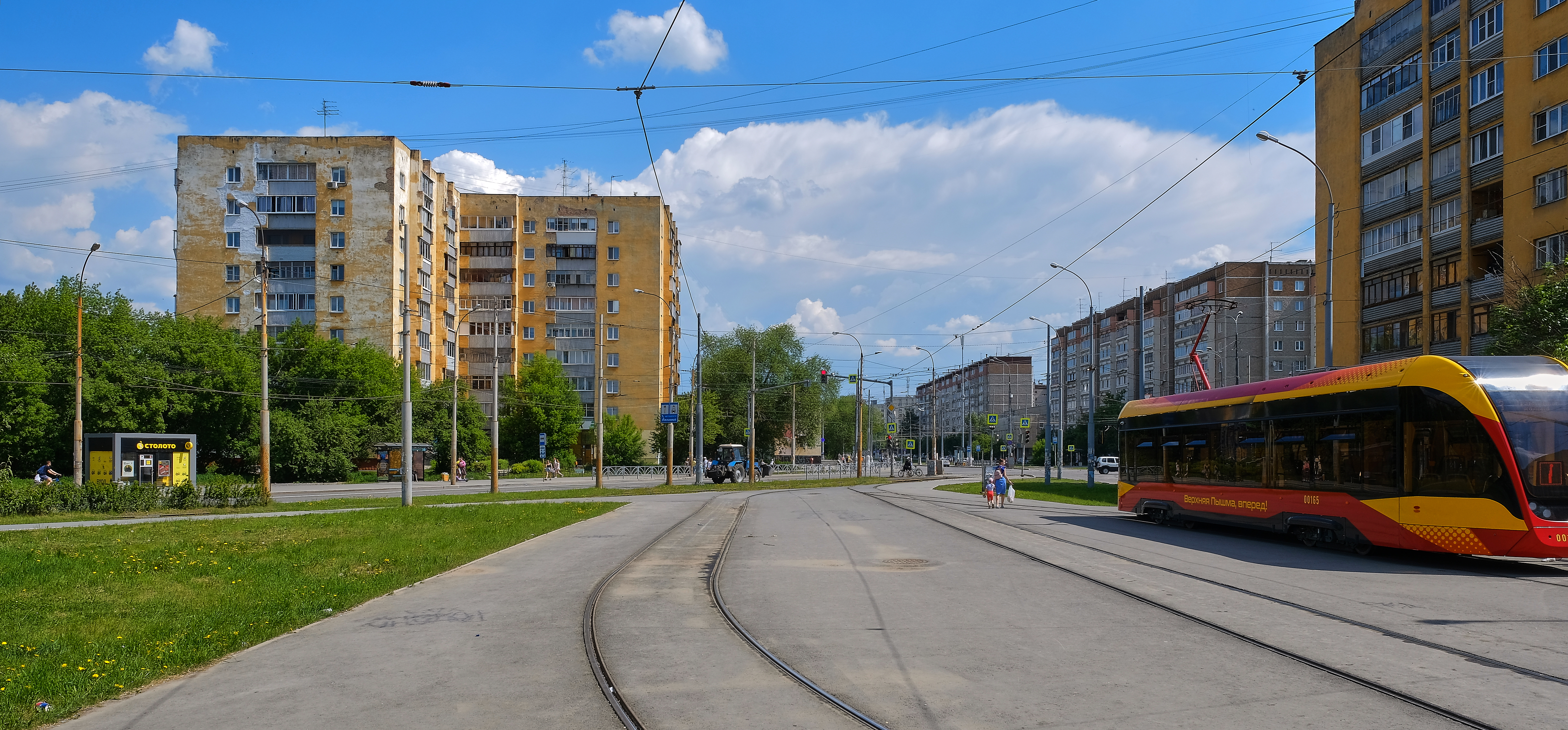
Трамвайное кольцо

Автомобильное движение на всей протяжённости улицы двустороннее.

### Наземный общественный транспорт
Улица является важной транспортной магистралью районного значения. По улице осуществляется троллейбусное движение (маршрут № 33), ходит маршрутное такси. Ближайшие остановки общественного транспорта: «Старых Большевиков», «Шефская», «Таганская».
По улице проходит линия трамвая из Верхней Пышмы.

### Ближайшие станции метро
В 350 метрах к западу от начала улицы находится станция 1-й линии Екатеринбургского метрополитена  Проспект Космонавтов. К концу улицы проведение линии метрополитена не запланировано.